# Assassin's Creed: The Chain
Assassin's Creed: The Chain is een striproman. De strip speelt zich af in het universum van de gelijknamige computerspelserie en voltooit de reis van de Russische Assassijn Nikolai Orelov, die was begonnen in Assassin's Creed: The Fall.
The Chain werd evenals The Fall geschreven door Cameron Stewart en Karl Kerschl en in het Nederlands uitgebracht door Dark Dragon Books.